# Mesures actives

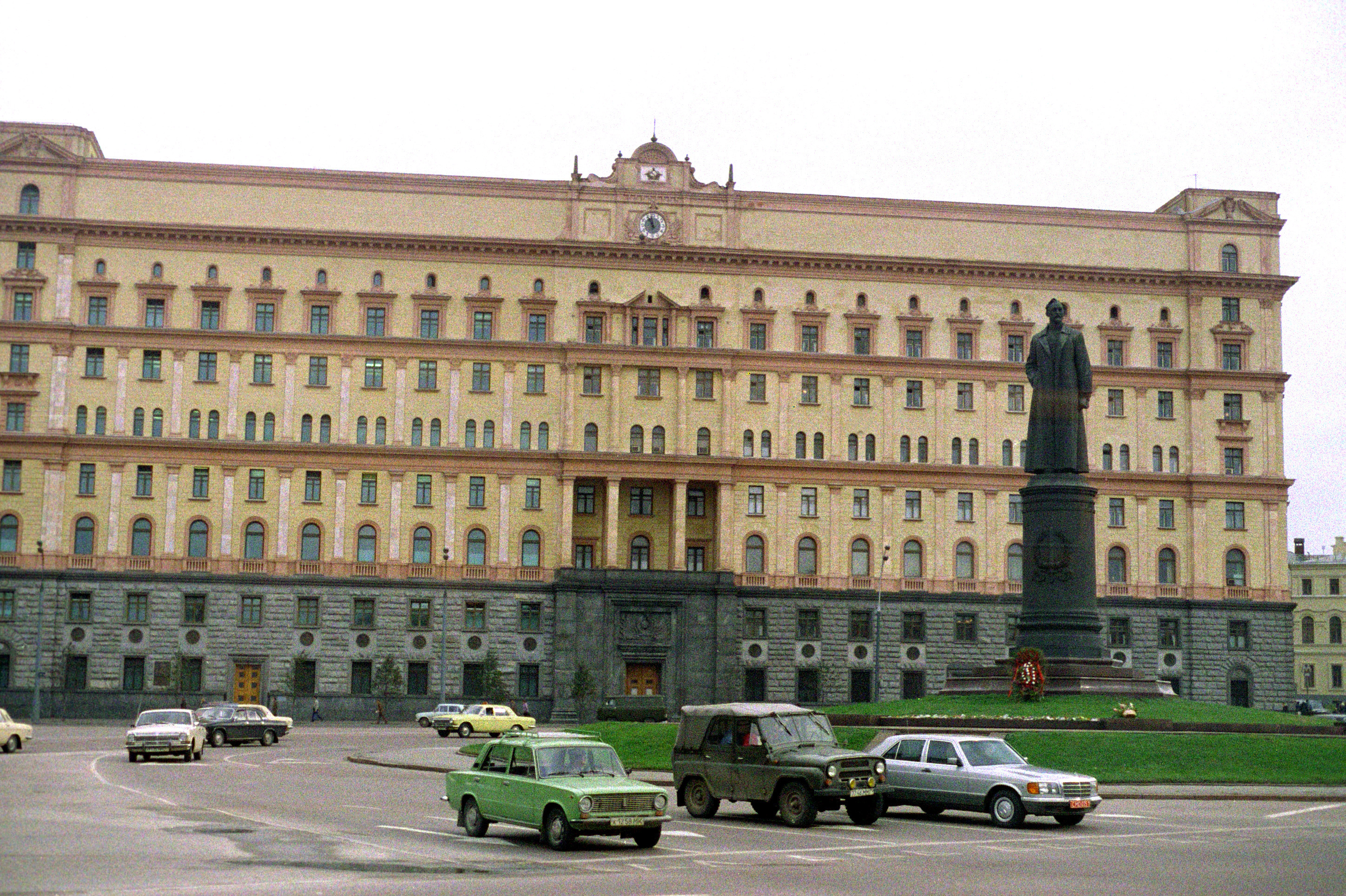
Bâtiment de la Loubianka, siège du KGB et plus tard du FSB.

Les mesures actives (russe : активные мероприятия) sont des actions conduites par les services de sécurité en URSS puis en fédération de Russie (Tcheka, OGPU, NKVD, KGB, FSB et SVR) pour influencer le cours des évènements mondiaux, en plus de leur tâche de recherche de renseignement. 
Un dictionnaire définit les mesures actives du KGB comme des « mesures prises par des agents qui visent à exercer une influence sur la politique étrangère et la situation politique intérieure de pays-cibles dans les intérêts de l'Union soviétique et d'autres pays de la communauté socialiste [...], affaiblissant les positions politiques, militaires, économiques et idéologiques du capitalisme, sapant ses plans agressifs, dans le but de créer des conditions favorables à l'implémentation de la politique étrangère de l'Union soviétique, et assurant la paix et le progrès social. »
Ces « mesures actives » peuvent être employées dans le territoire national ou à l'extérieur. Elles incluent la propagande, la désinformation, y compris la contrefaçon de documents officiels.

## Histoire
Dès 1923, Staline ordonna la création d'un bureau spécial de désinformation (terme à consonance française inventé par Staline lui-même pour faire croire à tous les autres que l'idée est française) .